# Affaire de la direction du Yorkshire de 1927

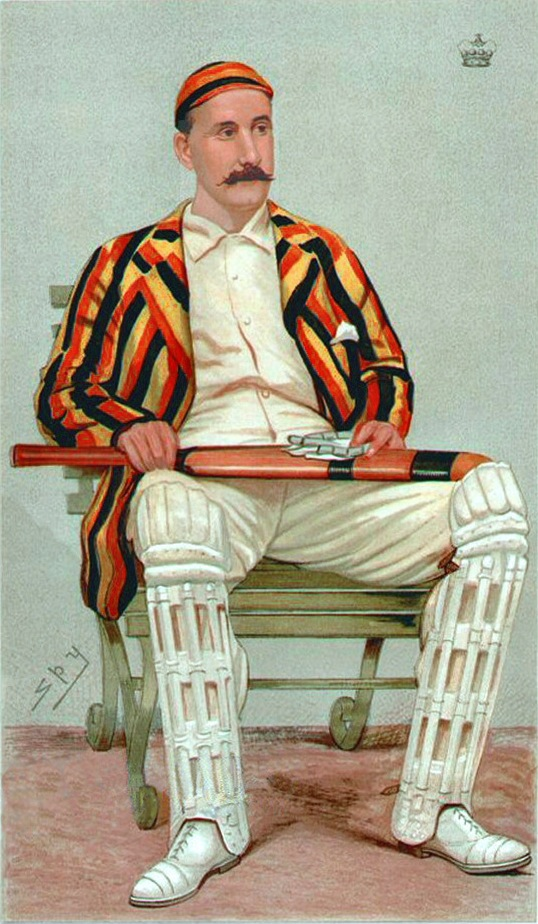
Lord Hawke durant ses jours de jeu. Il est une figure clé du débat sur le capitanat.

L'affaire de la direction du Yorkshire de 1927 (en anglais : Yorkshire captaincy affair of 1927) est née d'un désaccord entre les membres du Yorkshire County Cricket Club à propos de la sélection d'un nouveau capitaine pour succéder au Major retraité Arthur Lupton. La principale question était de savoir si un joueur de cricket professionnel devait être nommé à ce poste. Il était une tradition dans le cricket du comté anglais que les capitaines devaient toujours être des amateurs. Au Yorkshire, une succession de capitaines amateurs occupait des postes dans les années 1920, en raison de leurs qualités de leadership supposées, même s'ils ne valaient pas leur place dans l'équipe en tant que joueurs de cricket. Aucun n'a duré longtemps ; après le départ de Lupton, certains membres ont estimé qu'il était temps de nommer un joueur de cricket plus accompli à long terme.
Le comité du Yorkshire, invité par le président influent du comté, Lord Hawke, a approché Herbert Sutcliffe, l'un des principaux professionnels de l'équipe. Après l'acceptation provisoire de la capitainerie par Sutcliffe, la controverse a éclaté. Certains membres se sont opposés à la nomination au motif traditionnel que Sutcliffe n'était pas un amateur ; d'autres ont estimé que si un professionnel devait être nommé, le poste devrait être offert au professionnel de haut niveau du comté, Wilfred Rhodes, qui jouait depuis bien plus longtemps que Sutcliffe. Rhodes lui-même était offensé de ne pas avoir été approché. Lorsque Sutcliffe a pris conscience de la controverse, il a retiré son acceptation. Aucune offre n'a été faite à Rhodes, et le comté a par la suite nommé capitaine l'amateur William Worsley. Il a été respecté par l'équipe mais a eu peu de succès personnel, Son poste de capitaine n'a duré que deux saisons et a été suivi par deux autres dirigeants à court terme. En 1933, Brian Sellers, un amateur plus compétent, a été nommé et est devenu le capitaine de longue date que Yorkshire avait recherché.

## Contexte

Premier joueur de cricket du Yorkshire, Wilfred Rhodes, en 1920 : Rhodes était un successeur possible du major Lupton comme capitaine et le choix privilégié de nombreux membres.

Dans les années 1920, chaque équipe de cricket du comté anglais avait un capitaine amateur. Le Yorkshire County Cricket Club était dirigé par des amateurs depuis que Lord Hawke avait repris le poste en 1883. Les amateurs étaient généralement issus de milieux privilégiés, tandis que les professionnels sont principalement issus de la classe ouvrière. Les distinctions de classe ont imprégné le jeu, qui était organisé et administré par des amateurs, anciens et actuels. Ils souhaitaient conserver les rôles de dirigeants aux membres de l'establishment, au mépris des changements sociaux plus larges qui avaient réduit leur influence dans d'autres sports,,. Les administrateurs ont défendu le fait que les amateurs étaient de meilleurs capitaines car ils étaient débarrassés des inquiétudes de l'emploi. Le rédacteur en chef de Wisden pensait que « le professionnel peut avoir des difficultés à appliquer la discipline. Il hésiterait naturellement à suggérer à son comité que ce joueur ou un autre devrait être écarté, et ainsi contribuer à priver l'homme en question d'une partie de son gagne-pain. En outre, estimant qu'une erreur de jugement nuirait à sa position en tant que membre du comité, il pourrait fortement hésiter à prendre des risques ». En 1925, Lord Hawke, alors président du Yorkshire, exprimant son espoir qu'un amateur serait toujours disponible pour être capitaine de l'équipe nationale, avait fait le commentaire impromptu : « Priez Dieu, qu'aucun professionnel ne deviendra jamais capitaine de l'Angleterre ». Ses propos ont été largement diffusés dans la presse et fortement critiqués. Cela devait laisser Hawke dans une situation délicate en 1927.
À la fin de la saison de cricket anglaise de 1927, le Yorkshire avait eu une succession de capitaines à court terme. Généralement, ces hommes n'étaient ni des joueurs ni des leaders suffisamment bons pour mériter une place dans l'équipe, mais l'équipe du Yorkshire était suffisamment forte pour les inclure afin de maintenir le rôle de dirigeant aux amateurs. Techniquement, le succès du Yorkshire n'est pas venu du capitaine mais de l'influence des grands professionnels : Wilfred Rhodes et Emmott Robinson,. Le rôle principal du capitaine était l'application de la discipline : maintenir une attitude amicale au sein de l'équipe pendant les matchs et s'assurer que les arbitres et les adversaires étaient respectés. Au début des années 1920, le Yorkshire était indiscipliné sur le terrain. Un journaliste de cricket, Jim Kilburn a écrit qu'ils risquaient de devenir des « parias sociaux », et E.W. Swanton a commenté que l'attitude hostile du Yorkshire lors du jeu semblait susceptible de compromettre leurs relations avec les autres équipes. Les choses ont atteint un point critique lors d'un match contre Middlesex en 1924 à Sheffield. La foule est devenue très hostile et une enquête du Marylebone Cricket Club (MCC) a révélé qu'un joueur du Yorkshire avait provoqué les troubles. D'autres incidents contre le club du Surrey cette saison-là ont conduit le capitaine Geoffrey Wilson à démissionner, bien qu'il ait mené l'équipe au championnat du comté au cours de chacune des trois années où il était responsable de l'équipe. Sa démission a peut-être été provoquée par le président du Yorkshire, Lord Hawke, mais Wilson n'a pas aimé la nature agressive de l'équipe et a eu du mal à gérer Rhodes.
Le Yorkshire a nommé le major Arthur Lupton capitaine, en espérant que son expérience dans l'armée lui permettrait d'exercer un meilleur contrôle que celui que ses prédécesseurs. Âgé de 46 ans, il était vieux pour un joueur de cricket. Il avait joué une fois pour le Yorkshire en 1908, mais n'était plus un batteur efficace. Il était très populaire auprès des joueurs et a réussi à améliorer la discipline, cependant, il avait peu d'influence sur la tactique de l'équipe,. Il a laissé ces questions à Rhodes et Robinson, au point où plusieurs histoires apocryphes ont émergé au sujet de son manque de contrôle. Dans une histoire, le Yorkshire avait un score d'environ 400. Lupton, espérant marquer des manches faciles, est sorti du vestiaire amateur avec sa batte lorsqu'un jeune professionnel lui a touché le bras et a dit : « Tout va bien, monsieur. M. Rhodes a déclaré [les manches terminées], ». Après trois ans en fonction, Lupton a démissionné de son poste de capitaine à la fin de 1927. Dans sa recherche d'un successeur, le Yorkshire espérait désigner un joueur avec une meilleure réputation au cricket et qui servirait à plus long terme.

## Nomination de Sutcliffe

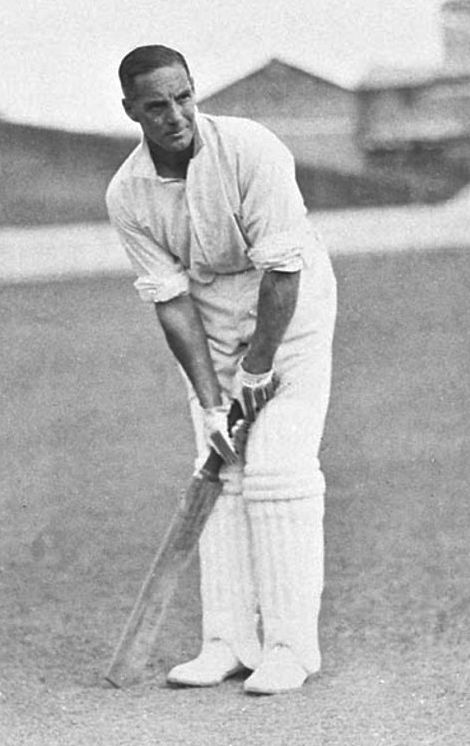
Herbert Sutcliffe lors d'une séance d'entraînement au Sydney Cricket Ground en 1924

Au début de la saison de 1927, le secrétaire du Yorkshire Frederick Toone a approché Wilfred Rhodes pour lui suggérer de démissionner de son poste de professionnel senior. Rhodes a décliné, poussé par les soupçons de sa femme concernant un complot contre lui. Il s'agissait alors peut-être d'une tentative du Yorkshire pour ouvrir la voie à un nouveau capitaine. Lord Hawke était en faveur de la nomination d'Herbert Sutcliffe un professionnel qui était batteur pour le Yorkshire depuis 1919. En plus de Rhodes, d'autres professionnels avaient fait leurs débuts au Yorkshire avant Sutcliffe. Cependant, Sutcliffe était rare parmi les professionnels : il avait reçu une commission dans l'armée britannique pendant la Première Guerre mondiale. Son apparence était toujours impeccable et en parlant, il modifiait son accent pour s'adapter à ce qu'il considérait comme une meilleure classe sociale. De telles caractéristiques étaient plus courantes chez les joueurs de cricket amateurs, et Sutcliffe se comportait à bien des égards comme tel. Bien qu'il n'était pas particulièrement populaire auprès de ses coéquipiers, il était respecté,,.
Hawke a demandé à Sir Home Gordon, un écrivain de cricket qui avait aidé Hawke dans son autobiographie, de sonder les autres comtés pour voir s'ils trouveraient que Sutcliffe serait un capitaine acceptable s'il jouait en tant qu'amateur - certains joueurs sont passés d'amateur à professionnel, ou vice versa., dans ce temps là. Sutcliffe était en route vers l'Afrique du Sud avec l'équipe de tournée du MCC, mais savait que le Yorkshire le considérait comme un remplaçant pour Lupton.
L'élection de Sutcliffe fut confirmée lors d'une réunion du comité directeur du club le 2 novembre 1927, qui vota pour deux propositions parrainées par Hawke,,. La première était d'accorder le statut d'amateur à Sutcliffe. Cette proposition a été refusée par 19 votes contre 5. La seconde, qui consistait à le nommer capitaine, est adoptée à 13 votes contre 11. Le 4 novembre, un journaliste de la Press Association a informé Sutcliffe, alors à bord de son navire, qu'il avait été nommé. Sutcliffe a répondu : « C'est le plus grand honneur de ma carrière. Je ferai de mon mieux pour respecter les meilleures traditions du cricket du Yorkshire et du cricket Anglais ». Cependant, six jours plus tard, arrivé au Cap, il a envoyé un télégramme déclarant : « Je n'ai pas encore reçu par courrier une offre officielle des autorités du Yorkshire concernant la direction de l'équipe du Yorkshire pour la saison prochaine ».

### Réaction
Des rapports à l'époque indiquaient que Lord Hawke et Toone avaient nié toute connaissance de l'approche de Sutcliffe ; Hawke a dit qu'il soutenait le comité mais Home Gordon a rappelé plus tard que Hawke semblait indécis quant à la meilleure ligne de conduite. De l'avis de l'écrivain de cricket Alan Gibson, sa situation est venue de sa critique antérieure de la capitainerie professionnelle,. Wisden a déclaré que « les cercles de cricket du Yorkshire ont été grandement perturbés par l'annonce ». La plupart des oppositions à la nomination étaient fondées sur des objections à l'idée d'un capitaine professionnel,. Dans le Yorkshire Post, plusieurs membres du club du comté ont écrit pour exprimer leurs opinions. Certains ont affirmé que c'était un fardeau trop lourd pour un professionnel de diriger l'équipe tout en gagnant sa vie tout au long du match et donc d'être préoccupé par ses performances personnelles. D'autres ont déclaré que les dirigeants amateurs du Yorkshire n'avaient pas eu suffisamment d'occasions de faire leurs preuves avant d'être remplacés. Il a également été soutenu que si un candidat amateur convenable n'était pas disponible et qu'un rendez-vous professionnel était inévitable, Wilfred Rhodes était le joueur professionnel senior et le plus ancien. Rhodes, attiré par l'argument, a déclaré que l'équipe aurait préféré un capitaine amateur ; il a également déclaré qu'il n'avait pas été approché, ce qui lui a fait sentir qu'il n'était pas apprécié. D'autres membres ont écrit pour soutenir la sélection de Sutcliffe, heureux qu'un professionnel ait été ouvertement nommé ; ils pensaient que l'équipe serait renforcée par la décision. Début décembre, un membre du Yorkshire, SE Grimshaw, a effectué un sondage : 2 264 membres du Yorkshire étaient en faveur d'un capitaine amateur, tandis que 444 voulaient un professionnel. Si aucun amateur n'a pu être trouvé, 2 007 ont préféré Rhodes comme capitaine, contre 876 qui ont soutenu Sutcliffe.

### Retrait de l'offre
Après l'élection, le Yorkshire a envoyé un télégramme à Sutcliffe en Afrique du Sud, lui demandant de retirer son acceptation de l'offre de capitaine. Sutcliffe a répondu qu'il avait maintenant considéré l'offre et était reconnaissant mais avait dû la refuser. Lorsque la nouvelle parvint au comité du Yorkshire le 18 décembre, ils nommèrent William Worsley, qui avait refusé la direction en 1924 en raison d'engagements agricoles. Selon les mots de Wisden, « Heureusement, le problème a finalement été réglé à la satisfaction de tous ceux concernés. Sutcliffe a décliné un honneur et, l'invitation a été adressée au capitaine Worsley, ce monsieur est entré dans la brèche ». Lord Hawke a envoyé un message qui remerciait Sutcliffe pour sa « fidélité au club ». Le Yorkshire Post a également rendu hommage à Sutcliffe et à la manière dont il s'est comporté, notant que même si un conflit d'opinion était inévitable, il avait « atteint des proportions déraisonnables ». Commentant l'affaire, le Times a exprimé son regret dû au fait que Sutcliffe se soit senti obligé de refuser la direction et a noté que les capitaines amateurs étaient préférables afin de rappeler aux gens que le cricket n'était qu'un jeu, mais que rien en principe n'empêchait un professionnel de jouer ce rôle. À propos de Sutcliffe, il était dit : «On aurait aimé le voir mener la partie, et sa popularité générale, combinée à ses compétences de batteur, rend probable qu'il aurait eu un véritable succès. Cependant, la moitié de la valeur d'un capitaine a disparu si, avant qu'il n'entre en fonction, les gens commencent à se demander s'il est la bonne personne pour le poste, et Sutcliffe a été bien avisé de reconnaître ce fait. Le journal a également souligné qu'il aurait pu être difficile de choisir un capitaine parmi un groupe de professionnels qui se considéraient comme éligibles pour ce poste. Il a ajouté que Rhodes aurait pu avoir du mal à être le capitaine de l'équipe car les lanceurs avaient historiquement eu du mal à être de bons leaders.

## Conséquences
Worsley a été capitaine pendant seulement deux saisons. Il a lutté avec les exigences de la mise en service, alors que son batteur était décevant. Cependant, il était largement respecté par l'équipe. Il a été légèrement plus efficace lors de sa deuxième saison en tant que capitaine, après quoi il a pris sa retraite. Le prochain capitaine, Alan Barber, bien que considéré comme performant, n'a été capitaine que pour une seule saison. C'était un batteur plus accompli et un grand disciplinaire. Cependant, il a choisi une carrière dans l'enseignement, limitant sa disponibilité, puis a démissionné. Le capitaine suivant, Frank Greenwood, n'a pas non plus occupé le poste longtemps, démissionnant en raison d'engagements commerciaux. Lord Hawke, écrivant en 1932, a noté qu'il y avait eu huit capitaines depuis sa retraite en 1910. Alors que six d'entre eux ont remporté le championnat de comté lors de leur première saison en charge, il a déclaré qu'il n'était pas bon qu'une équipe change toujours de capitaine,. Ce n'est que lorsque Brian Sellers a été nommé en 1933 que le Yorkshire a obtenu le capitaine qu'il voulait. Après avoir été capitaine lors de la plupart des matchs en 1932 lors des fréquentes absences de Greenwood, il est resté à ce poste jusqu'en 1947 et a été considéré comme le meilleur capitaine de comté de son temps.
Lorsque le Leicestershire a nommé Ewart Astill comme capitaine pour la saison 1935, il est devenu le premier professionnel à diriger régulièrement un comté depuis le 19e siècle. Le Yorkshire n'avait pas de capitaine professionnel au 20e siècle avant Vic Wilson en 1960 Alan Gibson pensait que le Yorkshire avait commis une erreur en rejetant Sutcliffe. Il a en outre soutenu que, s'il avait été nommé, Sutcliffe aurait été nommé capitaine du England Test en 1931 au lieu de Douglas Jardine, et qu'il aurait fait du bon travail pendant plusieurs années. Sutcliffe a regretté plus tard d'avoir retiré son acceptation de l'offre. Plus tard, il a dit à Bill Bowes que Jack Hobbs, partenaire d'ouverture de Sutcliffe dans l'équipe nationale, aurait dû être nommé capitaine de l'Angleterre. Selon Bowes, il a déclaré : « Lord Hawke a levé le cricket professionnel de là-bas »... levant sa main du genou au niveau des épaules. « Des joueurs de cricket professionnels l'ont élevé là-bas », a-t-il poursuivi en levant la main au-dessus de sa tête, « et même Lord Hawke voulait le récupérer. Jack Hobbs, pour le bien du joueur de cricket professionnel, aurait dû accepter ». Le fils de Sutcliffe, Billy, a ensuite été capitaine du Yorkshire de 1956 à 1958<.